# Croix de Limoges
La croix de Limoges est une croix monumentale située à Limoges dans le département de la Haute-Vienne en région Nouvelle-Aquitaine.

## Historique
La croix de pierre située devant la chapelle Saint-Aurélien est classée au titre des monuments historiques par arrêté du 8 juillet 1910.